# Donna Mergler
Donna Mergler, née à Montréal le 7 juin 1944, est une neurophysiologiste québécoise professeure émérite à l'UQAM.

## Formation et carrière
Elle obtient en 1965 un baccalauréat spécialisé en physiologie de l'Université McGill, puis passe directement au doctorat en neurophysiologie, toujours à l'Université McGill, dont elle obtiendra son Ph.D. en 1973. Elle est engagée à l'UQAM au département de biologie en 1970.
Elle développe dans les années 1980, en compagnie de Karen Messing, un programme de recherche en santé au travail et en santé environnementale avec la participation des groupes communautaires, ce qui mena à la fondation du centre de recherche Cinbiose en 1990.
Dans les années 1990, elle collabore avec des chercheurs d'Amérique latine et met sur pied le projet CARUSO, sur l'exposition au mercure et les effets sur l'écosystème de l'Amazonie. Dans les années 2000, elle est directrice générale canadienne de la communauté de pratique sur les approches écosystémiques en santé pour réduire les expositions toxiques et écotoxiques en Amérique latine et dans les Caraïbes (COPEH-TLAC).
Elle dirige le programme Écosystèmes et santé humaine Centre de recherches pour le développement international (CRDI) de 1999 à 2002 et de l'Institut des sciences de l'environnement de l'UQAM de 2002 à 2004. En 2006, elle dirige un comité international sur les effets du mercure sur la santé pour la Conference Mercury as a Global Pollutant (Conférence sur le mercure comme polluant global). Elle siège au conseil scientifique et participe aux groupes de travail sur la santé des écosystèmes de la Commission mixte internationale.

Elle prend sa retraite de sa carrière d'enseignante en 2006 et est nommée professeure émérite la même année. Depuis sa retraite, elle étudie les effets de la maladie de Minamata (empoisonnement au mercure) au sein de la communauté autochtone de Asubpeeschoseewagong (en) ,, victime de la Contamination au mercure de Grassy Narrows, provenant de déversements de déchets mercuriels (9 000 à 11 000 kg de mercure, de 1962 à 1970), dans les cours d'eau (rivière Wabigoon notamment) et peut être dans le sol, par la papetière Dryden Chemical et/ou une ancienne usine qui lui était liée ; une pollution qui perdure depuis environ 70 ans.

## Domaine de recherche
Ses travaux et études portent sur la santé environnementale, plus précisément sur les effets neurotoxiques des polluants auxquels sont exposés les travailleurs dans leur milieu de travail. Elle étudie notamment l'effet du manganèse (qui a remplacé le plomb comme additif à l'essence) sur le système nerveux des populations au Canada, au Mexique et au Brésil.
Elle a contribué au développement d'une approche écosystémique à la santé humaine, focalisant sur la prévention en combinant les méthodes qualitatives et quantitatives, l'équité de genre et sociale, le tout dans l'objectif d'apporter des solutions concrètes aux problèmes de dégradation de l'environnement.
Le documentaire Sur les rives du Tapajós porte sur le travail qu'elle a effectué en Amazonie.

## Prix et distinctions
- 2023 - Scientifique de l'année auprès de Myriam Fillion, Aline Philibert et Judy da Silva,titre décerné par la Société Radio-Canada
- 2020 - Récipiendaire du titre de chevalière de l'Ordre de Montréal[9]
- 2019 - Avec Karen Messing, parmi les portraits des vingt-et-une Montréalaises exceptionnelles qui se démarquent sur les plans social, scientifique et culturel[10]
- 1995 - Prix Acfas Michel-Jurdant, visant à récompenser une personne dont les travaux et le rayonnement scientifique ont eu un effet dans la société en ce qui a trait à la mise en valeur et à la protection de l'environnement[11].
- 1994 - Femme de mérite (Science et technologie) décerné par le YWCA (avec Karen Messing)[12]